# Peñamellera Alta
Peñamellera Alta (oficialmente en asturiano: El Valle Altu de Peñamellera) es un concejo de la comunidad autónoma del Principado de Asturias, España. Limita al norte con Llanes, al oeste con Cabrales, al este con Peñamellera Baja y al sur con Cantabria.
Con una superficie total de 92,19 km², son las localidades de Alles, la capital del concejo, Llonín y Mier las que mayor número de personas concentran, siendo el resto de pueblos Rozagás y Oceño entre otros. La carretera regional AS-114 y la local de 1.º orden AS-345 configuran sus dos principales vías de comunicación.

## Geografía
Es una comarca muy bien definida por los accidentes geográficos, que sirven de límite con otras tierras. Así, limita con Llanes a través de la sierra de Cuera, hoy espacio protegido, siendo su altura máxima de 1315 m s. n. m. en el pico Turbina. Con la provincia cántabra actúa de límite los Picos de Europa, los más destacados accidentalmente hablando, siendo la Tajadura su altitud máxima con 1446 m s. n. m. Por su parte oriental es el mítico pico Peñamellera (765 m s. n. m.) el que divide a la alta de la baja. Por último por el oeste los límites los forman la garganta del río Cares y los valles de Rozagas y Arangas. Parte del su territorio está integrado en diferentes figuras de protección como por ejemplo el paisaje protegido de la Sierra del Cuera.
De su red hidrográfica destacan los ríos Jana, Rubo, el de los Molinos, el de Besnes, el Candaliega, la Molinuca y sobre todo el Cares que baña ambas Peñamelleras y en el cual se pueden disfrutar de unas rutas estupendas.
Pueden diferenciarse tres zonas dentro del concejo bien claras: una primera que sería la situada en las estribaciones de la sierra de Andara en los Picos de Europa. Una segunda contigua a la anterior que discurre por la zona central en el valle del Cares, y por último tenemos la comarca norteña que faldea la sierra del Cuera y que va desde Rozagás a Llonín.
Respecto al clima diremos que es diferente según la zona en la que nos encontremos, siendo mucho más suave y benigno en el norte que en el sur, teniendo inviernos fríos y duraderos y veranos cortos y cálidos.
En cuanto su vegetación también hay una gran variedad pudiendo contemplar zonas de bosque cerrado, pinos, cipreses, hayas, abedules, nogales, castaños, perales, manzanos y cantidad de hierbas medicinales como árnica, salvia, artemisa, manzanilla o titímalo.
Su fauna era de gran importancia con especies como el oso, el urogallo, o el venado que prácticamente se han extinguido, quedando otras como corzos, rebecos, jabalís y lobos en el mismo peligro. Lo que podemos decir que se mantiene son las estupendas truchas que se encuentran en sus ríos.

## Historia
Separada de su vecina la Baja en 1869, Peñamellera Alta compartió destino histórico con esta y con el concejo de Ribadedeva, siendo dichos territorios apartados del territorio asturiano en 1230, para ser devueltos a su jurisdicción en 1833.
Las primeras muestras humanas que aparecen en Peñamellera pertenecen al arte parietal del paleolítico superior, siendo encontradas en diversas cuevas como la cueva de Coímbre, Traúno, Subores y sobre todo la de Llonín, en la cual podemos admirar grabados y figuras de diferentes animales como caballos, ciervos, bisontes. También hay signos y hasta una representación humana femenina. De la época neolítica son los hallazgos encontrados en la Portilla cerca de Turbina, en la que se encontraron restos cerámicos y un túmulo. De la Edad del Bronce es una punta de una lanza descubierta en Trescares así como diferentes materiales encontrados en Llonín y Coímbre. No se encuentran descubrimientos que nos muestren algo de la época prerromana y romana.
Las excavaciones en las cuevas de Coímbre y Llonín han aportado importante información sobre las ocupaciones humanas del Paelolítico superior en el norte de la península ibérica.
Al periodo de la monarquía asturiana se cree que pertenecen los descubrimientos encontrados debajo del templo de San Pedro de Plecín y que según parece correspondía a otra iglesia. La primera prueba documental de Peñamellera data de 1032, fecha en la cual se permutaron los condes de Piniolo y Aldonza y el rey leonés Bermudo III territorios, cediendo los primeros la mitad de Peñamellera. Tras incorporar totalmente el territorio al reino, el monarca Fernando II desposeyó a Asturias de estas zonas para incluirlas en el reino de León aunque eclesiásticamente todavía dependiera del obispado de Oviedo.
En 1340 el rey Alfonso XI otorga al pueblo de Peñamellera el fuero por el cual las gentes del concejo podían nombrar a sus representantes sin tener que acudir a los emplazamientos de Santillana. Aparecen en este momento varios poderes señoriales como los de los marqueses de Aguilar de Campoo, que ostentaron el señorío de Peñamellera. Esta señorialización trajo consigo la aparición de torres señoriales y la patrimonialización de los cargos públicos. En este periodo de tiempo se habla por primera vez de la intención de dividir el valle en dos unidades administrativas, el alto valle y el bajo.
En la Edad Moderna el valle de Peñamellera formaba parte de la mancomunidad de los cinco valles de la comarca de Burgos. Entre 1514 y 1522 formó parte junta con San Vicente de la Barquera de una jurisdicción independiente. En 1749 fue agregado a la intendencia de Burgos y Bastón de Laredo. Formó parte, como Peñamellera Baja y Rivadedeva, de la comarca histórica de las Asturias de Santillana o Merindad, hasta que se integró la provincia de Cantabria de 1778.
Las actividades ganaderas y agricultoras estuvieron presentes en la vida del concejo históricamente, quedando eximidas sus gentes de los impuestos derivados de la venta del ganado gracias a un privilegio que les fue concedido por Carlos II. A partir del siglo XVIII se celebra en Ruenes la feria ganadera de Jana.
La capital del valle se establecía en su cueto bajo, en Abándames. Cada cueto, el alto y el bajo tenían un regidor, un juez noble para cada uno y otro para el valle en general. En el valle alto, el cargo de juez noble era ostentado desde el siglo XIV por los miembros señoriales de Escandón, Cossío, Mier, y Trespalacios, siendo estos desposeídos de tal privilegio en 1603.
El valle sufrió también las consecuencias de la guerra de la independencia siendo ocupado por tropas francesas en 1809 y 1810.
Otro hecho fundamental de este siglo sucedió en 1833: el territorio de Peñamellera junto al de Ribadedeva vuelven a integrarse a Asturias, con la que nunca habían perdido relación pues si bien administrativamente pertenecían a Castilla, eclesiásticamente estaban bajo la influencia de la diócesis de Oviedo y formaron parte de la Asturias de Santillana.
El escudo del concejo, incluye en el primer cuartel las cabezas de los Santos mártires Emeterio y Celedonio, una carabela embistiendo una cadena que sostiene dos torres de oro almenadas, puestas sobre dos torres de plata. Este cuartel representa las armas de la ciudad de Santander, en clara alusión a la antigua pertenencia del concejo a la provincia vecina. En el segundo cuartel, una cordillera en plata y al lado izquierdo la Cruz de la Victoria, en referencia a su integración asturiana después de la separación que sufrió, y el pico de Peñamellera en honor al pico que separa las dos Peñamelleras.
En 1869 se divide el valle en dos, quedando Alles como capital del valle alto. Esta etapa fue una época de emigraciones de jóvenes a ultramar, lo que se tradujo después en inmensas riquezas traducidas en enormes casonas indianas, carreteras, caminos, etc.
El siglo XX estuvo marcado por la guerra civil española siendo el valle escenario de cruentos y dolorosos combates, acabando aquí los enfrentamientos el 10 de septiembre de 1937, con la entrada en la zona de las tropas Navarras en colaboración con la Legión Cóndor. Durante la posguerra son vistos por el concejo diversos guerrilleros refugiados en las montañas de los picos de Europa.

## Demografía
Peñamellera Alta cuenta con una población de 518 habitantes (INE 2024).
| Gráfica de evolución demográfica de Peñamellera Alta entre 1897 y 2021 |
| |
| Población de derecho según los censos de población del INE Población de hecho según los censos de población del INEEn 1897 aparece este municipio porque se segrega del municipio Peñamellera |

A pesar de la emigración ultramarina de comienzos del siglo XX, no fue hasta la década de los 50 y 60 de dicho siglo cuando aparecen los verdaderos problemas demográficos con la emigración de muchas personas del concejo al centro industrial de la región y a Europa. Es durante dicha etapa cuando la población desciende de 2273 habitantes de 1940 a las 529 personas contabilizadas en el último padrón. Actualmente son esporádicas las salidas que se hacen, siendo el sitio elegido la vecina comarca de Llanes gracias a las oportunidades que allí ofrece el sector hostelero. Todo ello nos presenta unas estructuras demográficas donde se empieza a notar un envejecimiento de la población, aunque la relación entre sexos se encuentra bastante bien repartida. Todas las parroquias muestran pérdidas en la población, siendo las de Oceño y Caraves con más del 50 %, las que más retroceden, y la de Rozagás la que menos con un 10 %, dejándonos actualmente una densidad de población de en torno a 9,4 habitantes/km².

## Economía
En cuanto a la contribución de los distintos sectores en el empleo local podemos afirmar que la ganadería sigue centrando la actividad económica de la comarca proporcionando un 55,5 % del empleo total. En total existen alrededor de 1800 cabezas de ganado de las que la mayoría corresponden a la cabaña vacuna. Como actividad derivada de la producción Láctea, es importante en la zona, la elaboración artesanal de quesos.
El sector secundario y el de la construcción originan un total del 13,10 % siendo esta última actividad la que mayor número de empleos genera.
Por último, hay que decir que el sector terciario ocupa a un 31,4 % de la población, siendo la rama del comercio la que ofrece un mayor número de puestos de trabajo, creyéndose que este siga creciendo gracias a la implantación de un turismo rural y activo que potencie la comarca.

## Administración y política

### Gobierno municipal
| Periodo   | Nombre                                   | Partido | Partido                                    |
| --------- | ---------------------------------------- | ------- | ------------------------------------------ |
| 1979-1983 | Pedro Roque Corral                       |         | Unión de Centro Democrático (UCD)          |
| 1983-1990 | Manuel Francisco Colinas Sala            |         | Federación Socialista Asturiana (FSA-PSOE) |
| 1990-1991 | José Luis Noriega Gutiérrez              |         | Federación Socialista Asturiana (FSA-PSOE) |
| 1991-1994 | Miguel Sarrión Morales                   |         | Partido Popular (PP)                       |
| 1994-1994 | Enrique Sobero Molina                    |         | Partido Popular (PP)                       |
| 1994-1995 | Ramón Llamazares Noriega                 |         | Federación Socialista Asturiana (FSA-PSOE) |
| 1995-1999 | Alejandro Sánchez Fernández              |         | Partido Popular (PP)                       |
| 1999-2003 | Vidal Antón Gonzalo                      |         | Federación Socialista Asturiana (FSA-PSOE) |
| 2003-2011 | Rosa María Domínguez de Posada y Puertas |         | Partido Popular (PP)                       |
| 2011-2016 | Rosa María Domínguez de Posada y Puertas |         | Foro Asturias (FAC)                        |
| 2016-2023 | José Antonio Roque Llamazares            |         | Foro Asturias (FAC)                        |

### Organización territorial

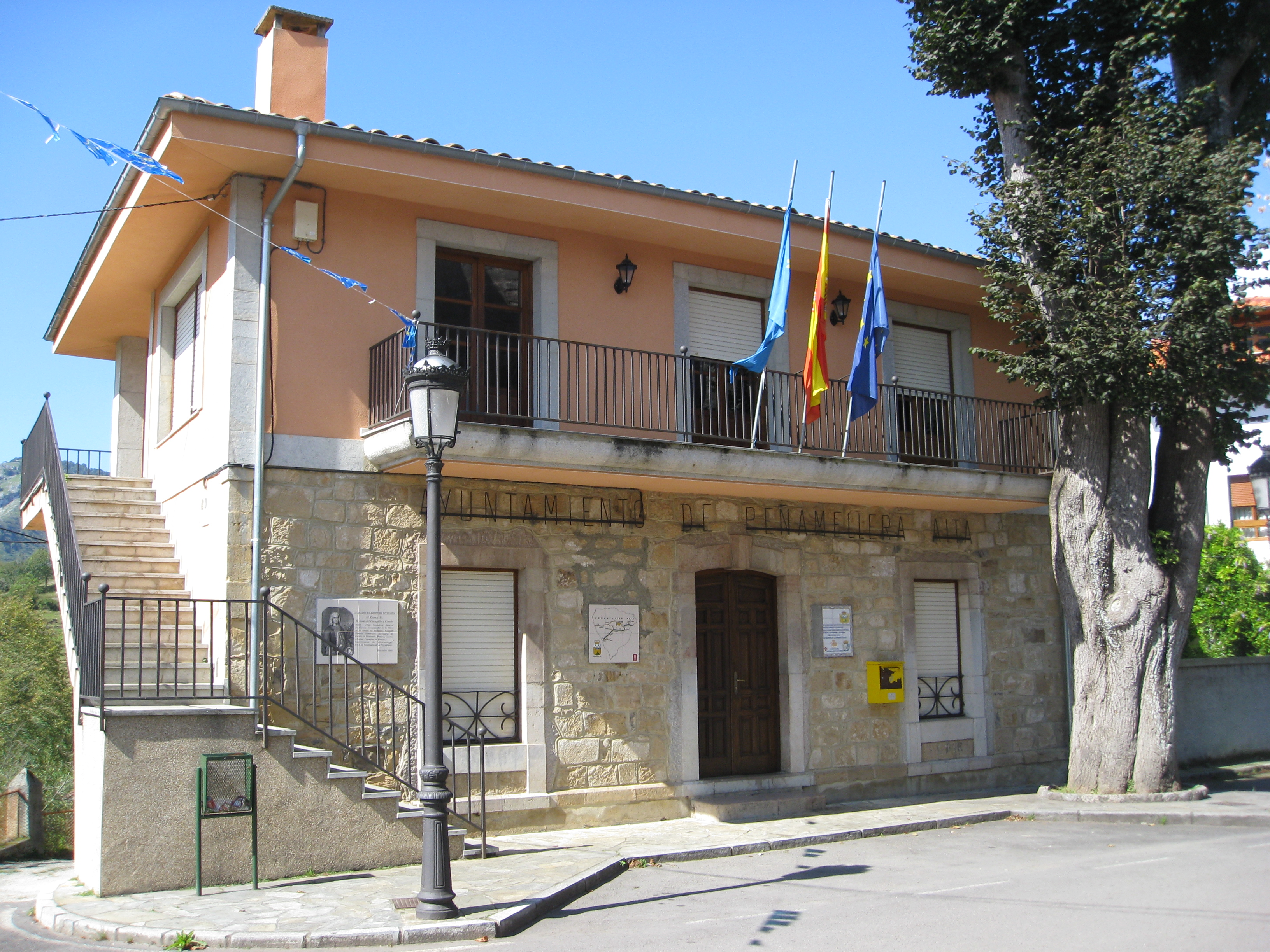
Ayuntamiento de Peñamellera

Alles es la capital de Peñamellera Alta desde 1869, año en el que se acordó la partición de las dos Peñamelleras. Es el núcleo más poblado y posee un interesante patrimonio monumental y artístico como son la iglesia parroquial y diversas casonas indianas. También son de destacar las bellas panorámicas que nos ofrece, mostrándonos unos paisajes ideales para disfrutar totalmente de ellos.

#### Parroquias
Según el nomenclátor de 2008, el concejo de Peñamellera Alta consta de 8 parroquias:

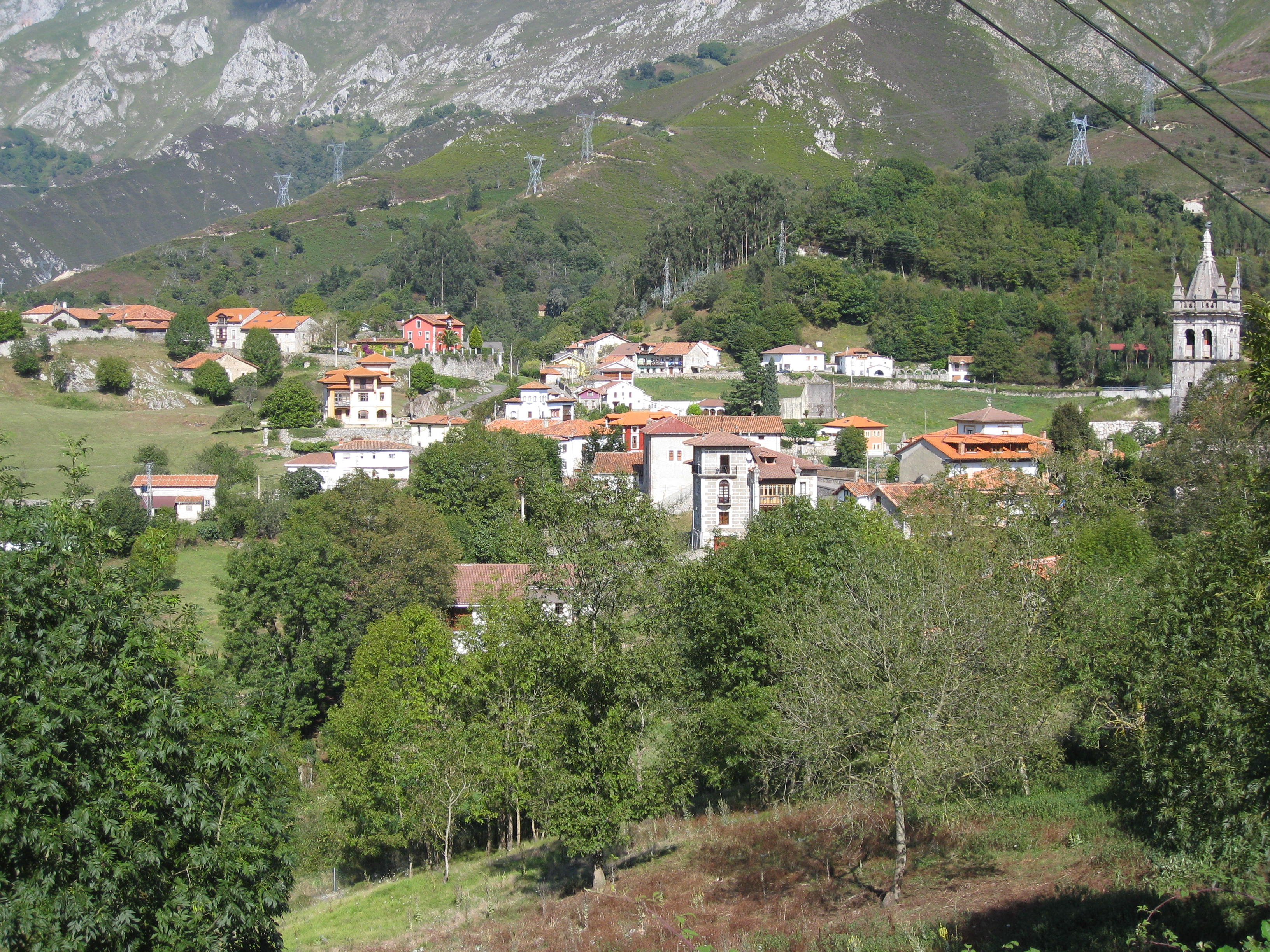
Alles

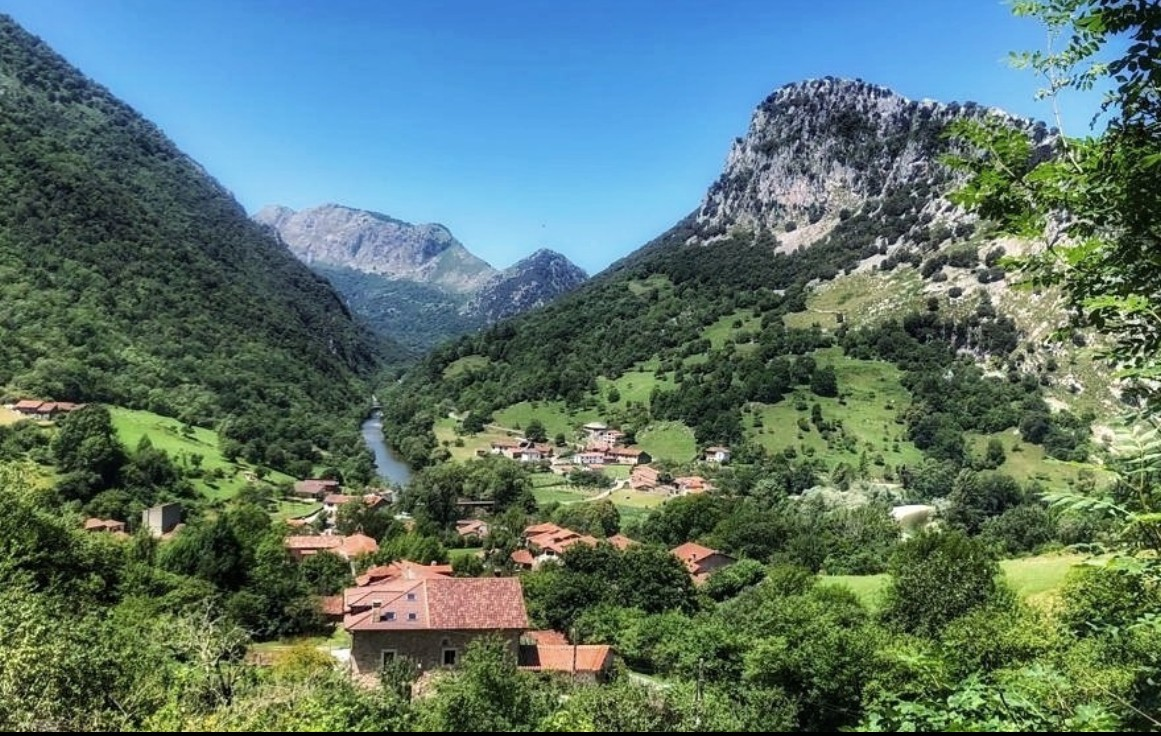
Mier

- Alles
- Cáraves
- Llonín
- Mier
- Oceño
- Rozagás
- Ruenes
- Trescares

## Cultura

### Patrimonio

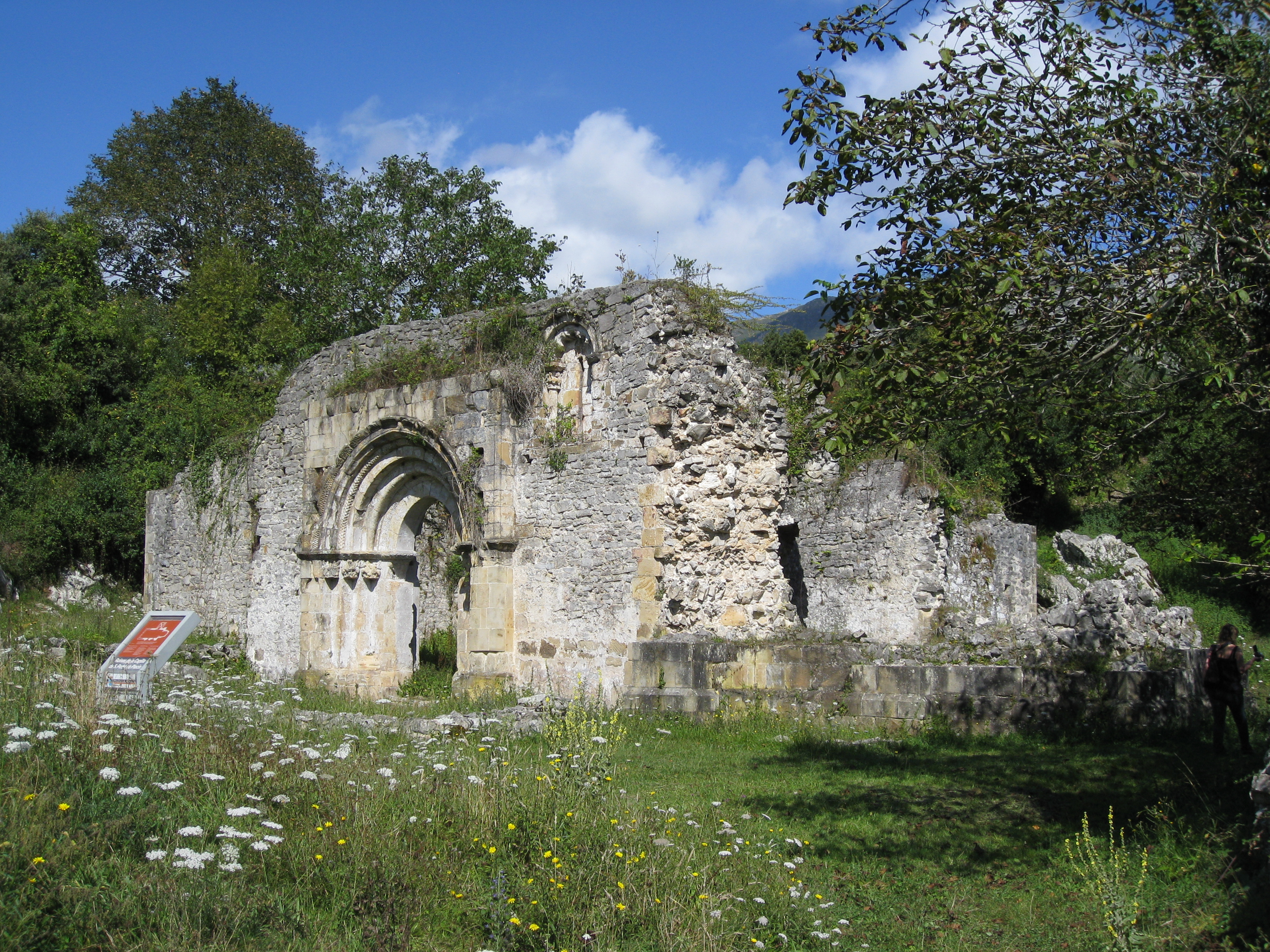
Iglesia de San Pedro de Plecín

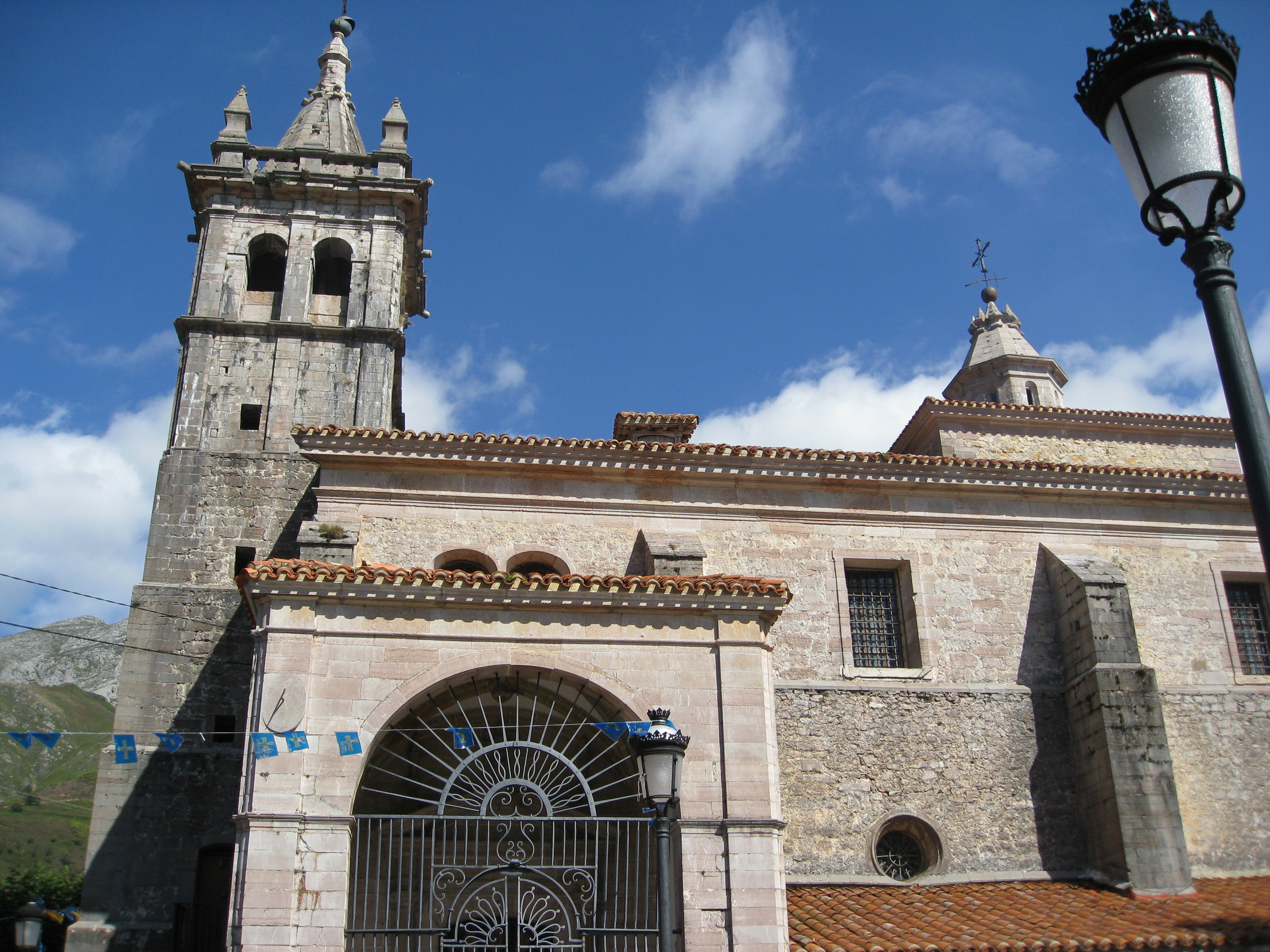
Iglesia de San Pedro de Alles

Se puede afirmar que el patrimonio más apreciable que tiene el concejo son los impresionantes paisajes naturales de los que dispone en toda su geografía, desde el norte con la sierra del Cuera hasta los parajes auténticos de los Picos de Europa, o las impresionantes gargantas que nos ofrece el río Cares.
Dentro de los monumentos no naturales de los que dispone la zona, hay que destacar en primer lugar las cuevas prehistóricas descubiertas y que han sido declaradas de interés arqueológico. Entre ellas tenemos las de Coimbre, la de Subores, la de Trescares, la de Paré y la más importante que es la Llonín, descubierta en 1971 y la que aparecieron numerosos grabados y figuras de animales, signos y representaciones femeninas.
Respecto a la arquitectura religiosa cabe mencionar la iglesia de San Pedro de Plecín, la cual poseía planta rectangular de una sola nave cubierta de bóveda de cañón y cabecera semicircular, y de la que hoy sólo queda reconocible la fachada sur.
En Alles tenemos la iglesia parroquial de San Pedro fundada en 1787 por Juan de Mier y Villar, natural de la comarca el cual pasa parte de su vida en Méjico. Posee una cúpula intradosada en el centro del crucero y crucería en los nueve tramos, y presbítero recto. La fachada principal está al sur y el hastial está ocupado por una enorme torre campanario. El retablo mayor fue finalizado a finales del siglo XVIII y es una imitación del retablo de la Iglesia de Santo Domingo de Oviedo. Otros templos de interés lo constituyen las iglesias de Cáraves, Ocevo, Mier y Llonín, que cuenta con una portada del siglo XV y otra barroca.
Dentro de la arquitectura señorial tenemos que hablar de diversas casonas y palacios como la casa de la familia Mier, una de las más importantes de la zona. También es digno de mención el palacio de La Lanjera, realizado en el siglo XVI, exenta de torres y fabricada en mampostería con uso de cantería en portadas, ventanas y esquinas.
En la localidad de Ruenes, además de otra casa perteneciente a la familia Mier, tenemos la Casa Solariega de Morán, con capilla incluida que conserva en su interior un importante retablo del siglo XVIII. Además de todas estas edificaciones señoriales, también podemos contemplar en todo el concejo, construcciones muy del estilo montañés, con torre, galerías de madera y un amplio voladizo.

### Patrimonio inmaterial
Entre sus muchas fiestas destacaremos:
- En el mes de junio son las fiestas de San Antonio, que se celebran en la localidad de Alles, y San Juan en Oceño.
- En el mes de agosto están las fiestas de La Sacramental, en la localidad de Alles, las fiestas de Nuestra Señora del Monte, en la localidad de Ruenes, y la Fiesta del Cabritu, en la localidad de Oceño y de San Justo y Pastor en Mier.
- En el mes de octubre son las fiestas de San Fausto, en Trescares, y San Francisco de Asís, en Rozagás.
- En el mes de noviembre están las fiestas de San Millán, que se celebran en la localidad de Besnes.

Desde comienzos de verano hasta principios de otoño se suceden por todos los pueblos del valle sus fiestas patronales con sus tradicionales procesiones y subastas del ramu. También se disfruta de deportes autóctonos como el bolo-palma y se paladean los mejores manjares de la cocina tradicional de Peñamellera Alta.

### Gastronomía
En la gastronomía del concejo destaca la producción del queso de Peñamellera, de gran tradición. A pesar de que estuvo a punto de desaparecer, en la actualidad su elaboración es bastante habitual, debido en gran parte a la aparición de una cooperativa que se encarga de ello. Otro elemento característico de su gastronomía es el salmón del Cares. También cuenta con gran prestigio la miel de Peñamellera, utilizada en postres. La bebida tradicional del concejo es la misma que en el resto del principado, la sidra.